# Надежда Самарджиева
Надежда Данаилова Самарджиева е българска адвокатка и политик от партия „Български възход“. Народен представител в XLVIII народно събрание. 

## Биография
Надежда Самарджиева е родена на 31 август 1982 г. в Добринище, Разложко. Тя е дъщеря на бизнесмена Данаил Самарджиев. Завършва специалност „Право“ и „Териториална администрация“ в ЮЗУ „Неофит Рилски“, Благоевград.

## Политическа дейност
Надежда Самарджиева осъществява дейност с кмета на Банско от ГЕРБ – Георги Икономов, след това е кандидат за общински съветник от ВМРО-БНД, а след това е кандидат за народен представител от „Изправи се, България“.
През октомври 2022 г. става координатор на партия „Български възход“ за областите Благоевград, Кюстендил и Перник.